# Laura Wontorra

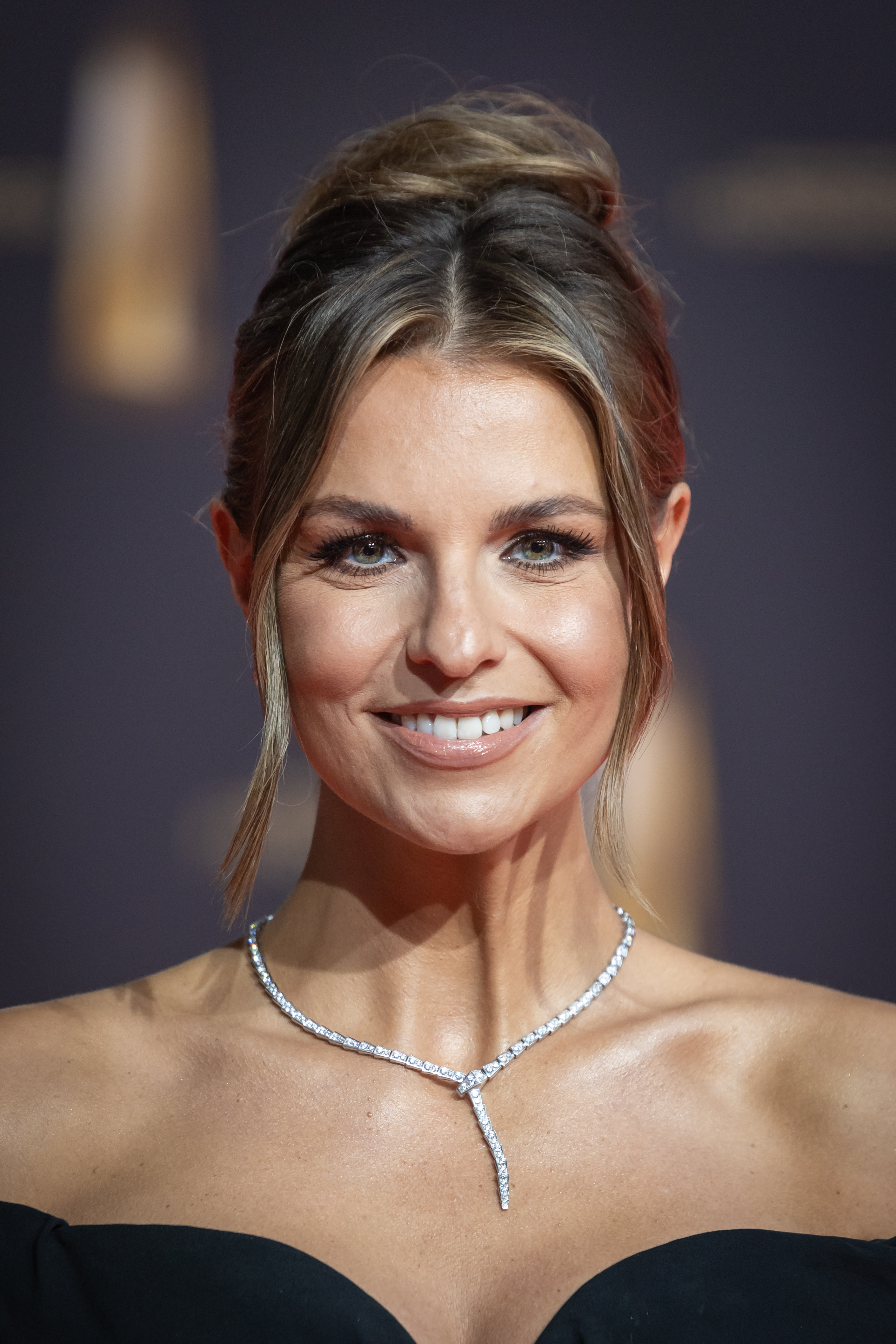
Laura Wontorra (2024)

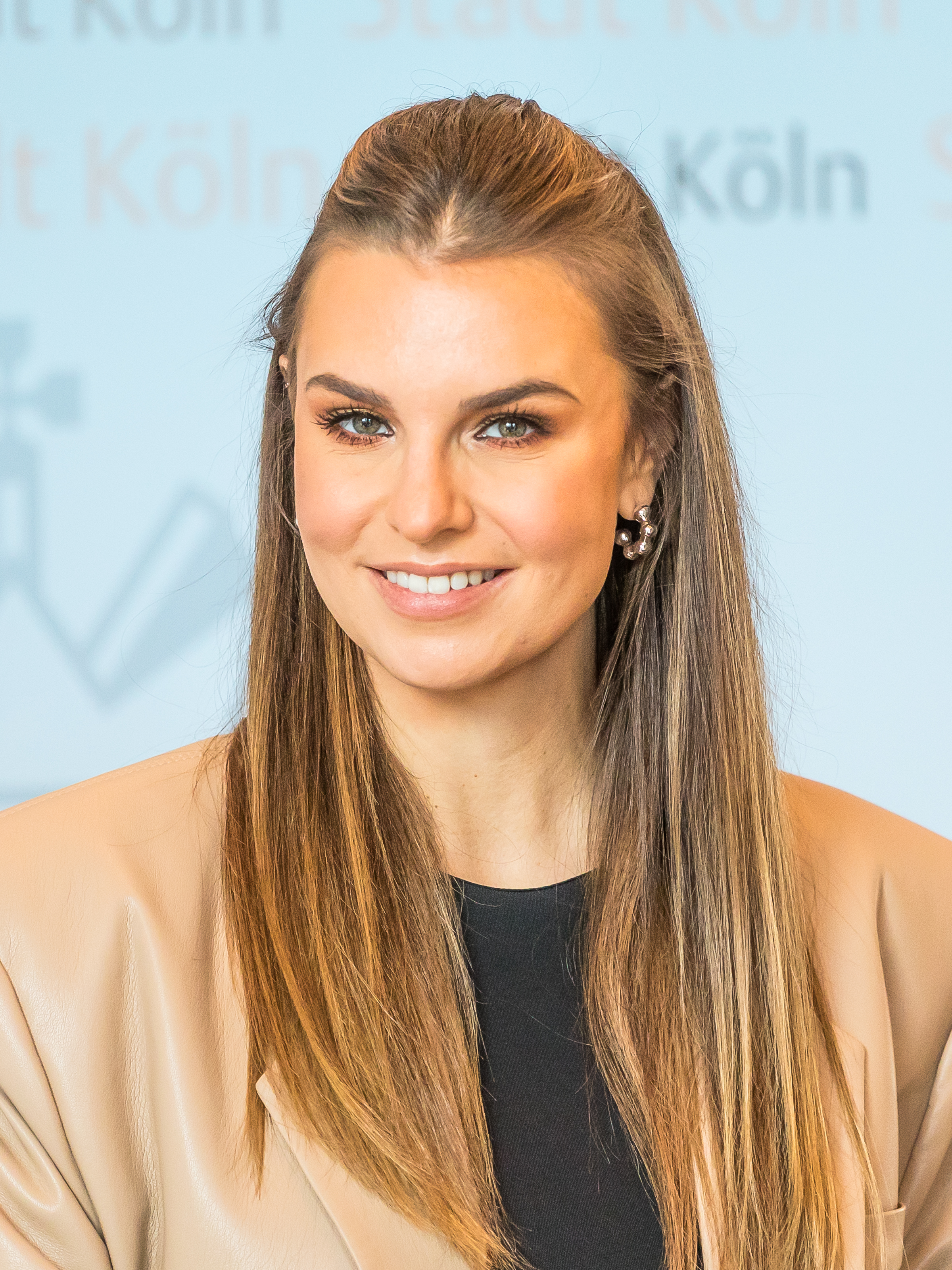
Laura Wontorra (2022)

Laura Ariane Christel Wontorra (* 26. Februar 1989 in Bremen) ist eine deutsche Fernsehmoderatorin.

## Biografie

### Ausbildung und Anfänge
Laura Wontorra studierte nach dem Abitur von Oktober 2008 bis September 2011 Medienmanagement mit dem Schwerpunkt PR und Kommunikation an der Kölner Macromedia Hochschule für Medien und Kommunikation. Nach dem Abschluss ihres Studiums 2011 mit dem Bachelor of Arts und zahlreichen Praktika (u. a. in der Presseabteilung beim 1. FC Köln) folgte bis März 2013 ein Volontariat bei Sky Deutschland.

### Fernsehkarriere
Während ihres Volontariats und anschließend bis Juni 2013 war Wontorra als Moderatorin und Berichterstatterin sowie als Field-Reporterin für Sky tätig. Gleichen Jahres stellte sie sich im Crowdfunding-finanzierten fiktiven Kurzfilm Erste Liga selbst als Sky Sportreporterin dar. Ein von ihr geführtes, skandalöses Interview in diesem Film erreichte aufgrund seiner vermeintlichen Echtheit einen gewissen Bekanntheitsstatus. Ab Juli 2013 war sie als Moderatorin und Field-Reporterin bei Sport1 tätig. Im März 2017 wechselte sie zur RTL Group, bei der sie ab der Saison 2017/18 für Nitro als Moderatorin und Reporterin der Montagsshow der Fußball-Bundesliga tätig war und zudem die Berichterstattung RTLs über die WM-Qualifikationsspiele der deutschen Fußballnationalmannschaft begleitete.
Im RTL-Unterhaltungsbereich moderiert Wontorra seit 2016 Ninja Warrior Germany. Von 2019 bis 2021 moderierte sie auf RTL die Berichterstattung der UEFA-Europa-League-Spiele. Seit 2020 moderiert sie die VOX-Kochshow Grill den Henssler. Seit 2023 moderiert sie zudem Deutschland sucht den Superstar.
Seit der Fußball-Bundesliga-Saison 2021/22 ist Wontorra für DAZN tätig. Im Sommer 2025 kehrt sie für die Fußball-Berichterstattung zurück zu RTL Sport. Ab August 2025 präsentiert sie im Wechsel mit Florian König die Spiele der 2. Fußball-Bundesliga. Für DAZN ist Wontorra weiterhin im Einsatz.

## Privates
Laura Wontorra ist die Tochter des Moderators Jörg Wontorra und der Redakteurin Ariane Wontorra, geb. Moschkau. Wontorra lebt in Köln-Braunsfeld.
2014 wurde ihre Beziehung zum Profi-Fußballer Simon Zoller bekannt. Am Rande einer Begegnung des 1. FC Kaiserslautern, für den Zoller seinerzeit aktiv war, hatten sie einander kennengelernt. Wontorra war dort als Reporterin für den Sender Sport1 unterwegs. Am 12. November 2016 heirateten die beiden. Mitte November 2022 gaben beide ihre Trennung bekannt.
Sie unterstützt die Hansestiftung ihres Vaters und ist wie dieser Fan des Fußball-Bundesligisten Werder Bremen.
Laura Wontorra war die Ehrenamtspatin 2022 der Stadt Köln.
Wontorra trägt den Spitznamen „Wonti“, mit dem früher auch ihr Vater gerufen wurde.

## Moderationen

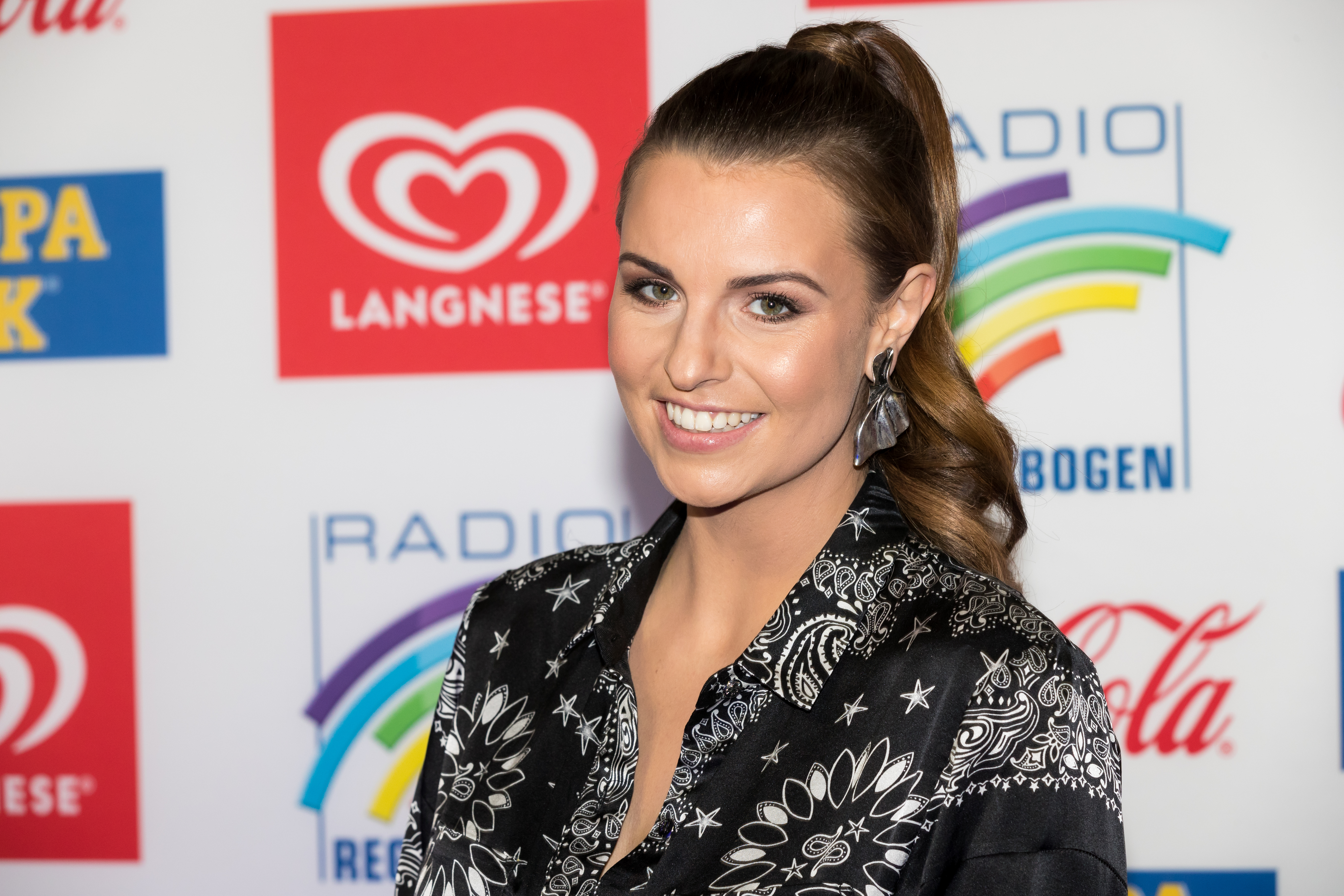
Laura Wontorra beim Radio Regenbogen Award 2018 im Europa-Park in Rust

### Aktuell
- seit 2016: Ninja Warrior Germany (RTL)
- seit 2020: Grill den Henssler (VOX)
- seit 2021: DAZN
- seit 2023: Deutschland sucht den Superstar (RTL)
- seit 2024: Drei gegen Einen – Die Show der Champions (RTL)
- ab 2025: RTL Sport
- ab 2025: Europa grillt den Henssler (VOX)

### Ehemals / Einmalig
- 2011–2013: Sky Deutschland
- 2013–2017: Sport1
- 2017–2021: 100% Bundesliga – Fußball bei NITRO (Nitro)
- 2017–2018: Die Ehrlich Brothers präsentieren: Showdown der weltbesten Magier (RTL)
- 2018–2019: Team Ninja Warrior Germany (RTL)
- 2020: Pocher vs. Wendler – Schluss mit lustig! (RTL)
- 2020: Der König der Kindsköpfe (RTL)
- 2021: Pocher vs. Influencer (RTL)
- 2021–2022: Ninja Warrior Germany Allstars (RTL)
- 2021: VOXforWomen – Das Event (VOX)
- 2021: Ninja Warrior Germany Kids (RTL)
- 2021–2022, 2024: Top Dog Germany – Der beste Hund Deutschlands (RTL)
- 2022: Back to (RTL)
- 2022–2024: RTL Turmspringen (RTL)
- 2022: Die deutsche Luftballonmeisterschaft (RTL)
- 2022: Zeig uns Deine Stimme! (RTL, Vertretung)
- 2022: 40 Jahre Supernasen – mit Mike Krüger & Thomas Gottschalk (RTL)
- 2022: Riverboat (MDR, rbb)
- 2022: RTL Wasserspiele (RTL)
- 2023: Jetzt knallt’s (RTL)
- 2024: Fussballzeit (DFB, YouTube)
- 2024: Der Final Clark Fight – Stefan Raab vs. Regina Halmich (RTL, Reporterin)
- 2024: Her Element by Laura Wontorra (DAZN)
- 2024: Deutschland grillt den Henssler (VOX)
- 2024, 2025: Du gewinnst hier nicht die Million bei Stefan Raab (RTL+, RTL, Spielleiterin)